# Liste der Einträge im National Register of Historic Places im Macon County (Missouri)

Lage des Macon County in Missouri

Die Liste der Einträge im National Register of Historic Places im Macon County in Missouri führt die Bauwerke und historischen Stätten im Macon County auf, die in das National Register of Historic Places aufgenommen wurden.

## Legende
| NRHP | Historic Place    |
| HD   | Historic District |

## Aktuelle Einträge
| [ 3 ] | Name                                | Bild                              | Eintragsdatum        | Lage | Ort         | Beschreibung |
| ----- | ----------------------------------- | --------------------------------- | -------------------- | --- | ----------- | ------------ |
| 1     | Blees Military Academy              | Blees Military Academy            | 1979 ID-Nr. 79001380 | US 63 39° 43′ 14″ N, 92° 28′ 0″ W                                                                               | Macon       |              |
| 2     | Lester and Norma Dent House         |                                   | 1990 ID-Nr. 90000763 | 225 North Church Street 40° 1′ 31″ N, 92° 29′ 41″ W                                                             | La Plata    |              |
| 3     | John T. and Mary M. Doneghy House   |                                   | 1990 ID-Nr. 90000488 | 301 North Owensby Street 40° 1′ 33″ N, 92° 29′ 35″ W                                                            | La Plata    |              |
| 4     | Gardner and Tinsley Filling Station |                                   | 2002 ID-Nr. 02000408 | Old US 36, nahe der Kreuzung mit der MO 149 39° 46′ 1,3″ N, 92° 45′ 18,4″ W                                     | New Cambria |              |
| 5     | Gilbreath-McLorn House              |                                   | 1978 ID-Nr. 78001667 | 225 North Owenby Street 40° 1′ 31″ N, 92° 29′ 36″ W                                                             | La Plata    |              |
| 6     | La Plata Square Historic District   |                                   | 2008 ID-Nr. 08000696 | Verschiedene Gebäude in der Gex Street, der Sanders Street und der Moore Street 39° 46′ 1,3″ N, 92° 45′ 18,4″ W | La Plata    |              |
| 7     | Macon County Courthouse and Annex   | Macon County Courthouse and Annex | 1978 ID-Nr. 78001668 | Courthouse Square 39° 44′ 32″ N, 92° 28′ 22″ W                                                                  | Macon       |              |
| 8     | Johnson Morrow House                |                                   | 1994 ID-Nr. 94000703 | 2nd Street, westlich der Kreuzung mit der Pine Street 39° 45′ 44″ N, 92° 37′ 33″ W                              | Callao      |              |
| 9     | Wardell House                       | Wardell House                     | 1986 ID-Nr. 86000333 | 1 Wardell Road 39° 44′ 32″ N, 92° 28′ 37″ W                                                                     | Macon       |              |